# Reflection of
《Reflection of》는 넬의 첫 번째 언더그라운드 앨범으로, 2001년 1월 19일에 발매되었다. 많은 사람들이 이 앨범의 타이틀을 《Reflection of Nell》로 잘못 알고 있으나, 이는 앨범 커버에 ‘앨범 타이틀’과 ‘Nell’이 절묘하게 겹쳐서 생긴 것 때문이다. 
이 앨범은 다른 앨범들과는 달리 마스터CD의 분실로 재발매할 수 없고, 음원도 들을 수 없다. 그래서 이 앨범은 매우 희귀하며 정규 3집 《Healing Process》 발매 후 중고음반 최고가인 30만원을 기록하기도 하였다.

## 수록곡
전체 작사·작곡: 김종완
- 전체 편곡: Nell| #   | 제목            | 재생 시간 |
| --- | --------------- | --------- |
| 1.  | Take me with    | 4:25      |
| 2.  | 믿어선 안 될 말 | 4:56      |
| 3.  | 어차피 그런거   | 4:55      |
| 4.  | 쓰레기          | 4:12      |
| 5.  | 넌              | 4:40      |
| 6.  | 두 번째         | 4:15      |
| 7.  | 길들임          | 4:21      |
| 8.  | 그런 기억       | 4:40      |
| 9.  | Eden            | 6:03      |
| 10. | 4               | 5:25      |

## 사연 및 가설
- 레코드사가 망했고, 심지어 멤버들이 새 집으로 이사를 가는 과정에서 마스터 CD를 잃어버리는 바람에 재발매를 할 수가 없게 된 앨범이다. 음원도 구할 수 없는 앨범이기에 김종완이 직접 공유를 허락했으며 현재 팬들 사이에서 카페를 통해 파일이 공유되고 있다.
- 약 3,000장 정도 발매되어 희소가치가 높은 앨범이다. 미개봉 중고앨범은 최소 15만원부터 시작하며 정규 3집 《Healing Process》 발매 후 중고음반 최고가인 30만원을 기록하였다.[1]
- 팬들 사이에서 이 앨범은 '빨간 앨범'으로 불린다.
- 〈Take Me With〉의 앞부분에 등장하는 놀이동산 소리는 Queen의 〈Brighton Rock〉에서 따온 것이다.
- 가사집엔 <그런 기억> 대신 미공개곡인 <자물쇠> 의 가사가 인쇄가 되어 있다.
- 〈Eden〉은 인쇄소의 오류로 〈Aden〉이라 표기되어 있다. 이후 발매된 정규 1집 《Let It Rain》에서 이 곡을 새롭게 편곡하여 수록하면서 오타를 수정하였다.
- 〈4〉의 가제가 '자살기도'였다는 설이 있다.

## 참조
1. ↑  최규성 (2011년 2월 17일). “록 마니아들 사이 전설로 떠올라”. 주간한국. 2011년 2월 17일에 확인함.